# 위험한 불장난
《위험한 불장난》(스페인어: Jugar con fuego 후가르 콘 푸에고[*])은 2019년 방영된 미국의 텔레노벨라이다. 2014년 방영된 브라질 텔레노벨라 Amores Roubados를 리메이크한 작품이다.

## 출연진
- 제이슨 데이 - 파브리시오 라미레스 역
- 마르가리타 로사 데프란시스코 - 마르티나 가이다니 데 하라미요 역
- 카를로스 폰세 - 호르헤 하라미요 역